# Искушение замужней женщины
«Искушение замужней женщины» (англ. Murder) — индийский фильм, поставленный режиссёром Анурагом Басу и вышедший в прокат 2 апреля 2004 года. Главные роли исполнили Эмран Хашми, Малика Шерават и Ашмит Патель. Является ремейком голливудской киноленты «Неверная». Картина имела успех в прокате и заняла 9-е место в списке самых кассовых фильмов года. В 2011 и 2013 годах были сняты продолжения «Искушение замужней женщины-2» и «Искушение замужней женщины-3», не имеющие ничего общего с сюжетом первой части. В 2006 году вышел ремейк на языке каннада под названием Ganda Hendathi.

## Сюжет
Действие картины разворачивается в Бангкоке. Фильм начинается с погони полицейских за женщиной по имени Симран Саигал, подозреваемой в убийстве. В участке она рассказывает свою историю.
5 лет назад вместе с мужем Судхиром и сыном Кабиром (которые на самом деле являются супругом и ребёнком её покойной сестры) они переехали из Индии в Таиланд, где начали новую жизнь. Несмотря на то, что семья была благополучной, в глубине души женщина чувствовала себя одинокой (Судхир по-прежнему любил свою первую жену). Однажды в дождливый день Симран встретила бывшего возлюбленного Санни Деву, отсидевшего полтора года в тюрьме за избиение сокурсника в колледже за то, что тот поднял руку на его любимую. Переждав ливень у него в квартире, женщина ушла, но перед этим он подарил ей их совместные фотографии, сделанные в былые времена. Ночью после очередной ссоры с мужем Симран рассматривала снимки и вспоминала счастливые моменты с Санни. Страсть между бывшей парой разгорелась с новой силой. Спустя время осознав, что начинает пренебрегать своими материнскими обязанностями, женщина собралась прекратить внебрачные отношения. Но неожиданно застала Санни с другой женщиной по имени Радхика. Выгнав последнюю, мужчина попытался изнасиловать первую. Защищаясь, Симран схватила нож и убила своего любовника.
На этом её история заканчивается. Однако полицейский не верит услышанному, и показывает, что за зеркалом в другой комнате сидит Судхир, который утверждает, что убийство совершил он. Тем временем последний рассказывает свою версию событий.
Начиная замечать перемены в своей жене, Саигал нанял частного детектива. Убедившись в измене супруги, Судхир поехал к Санни, чтобы тот оставил их семью в покое — но между ними завязалась драка, в результате которой последний погиб. Муж Симран стёр в квартире свои отпечатки, смыл кровь, завернул тело в простыню и поместил в багажник своей машины. Ночью, после вечеринки, он поехал в лес и закопал труп. На следующий день Симран нашла те самые фотографии от детектива. В этот момент в её дом пришла полиция и начала расспрашивать о Санни, который пропал без вести. Женщина соврала, что не так хорошо была с ним знакома. Тем временем на работе Судхиру передали конверт, в котором оказались его снимки: кто-то сфотографировал, как он закапывал труп. Дома Симран спросила о Санни, на что муж в гневе признался в убийстве. В стеклянную стену дома въехал трактор с той самой простынёй. В ужасе Судхир вернулся в лес и обнаружил, что тело пропало. Симран уговорила мужа вместе с сыном вернуться в Индию, пока она сама разберётся с документами. По дороге во время телефонного разговора с супругом, который уже был в аэропорту, за женщиной начала гнаться полиция. Судхир не смог оставить жену и сдался властям.
Чтобы разобраться, куда делся труп, копы решают допросить Радхику. Дома Симран видит живого Санни, который, как оказалось, только инсценировал свою смерть с целью добиться ареста её мужа и быть с любимой. Женщина убегает. Тем временем в участке его новая девушка рассказывает, как увидела Судхира что-то помещающего в свою машину, и поехала за ним. Дождавшись пока «убийца» отойдёт, она открыла багажник и увидела сильно избитого, но всё ещё живого Санни. Пара решила симулировать смерть последнего, чтобы потом шантажировать мужа Симран. Радхика сфотографировала, как закапывали «труп», а затем откопала его.
Услышав её рассказ, Судхир сбегает с участка. В лесу встречается вся троица. Между соперниками завязывается драка, в результате которой Санни теряет сознание. Придя в себя и увидев любимую в объятиях её мужа, он уходит. Но затем неожиданно возвращается, пытаясь заколоть противника граблями, однако в последний момент прибывает полиция и стреляет в злодея. Воссоединившиеся Судхир и Симран едут домой.

## В ролях
- Эмран Хашми — Санни Дева
- Малика Шерават — Симран Саигал
- Ашмит Патель — Судхир Саигал
- Радж Зутши[англ.] — инспектор Раджвир Сингх
- Саурабхи Ванзара — Радхика, девушка Санни
- Шибба Чаддха[англ.] — Наргис Мехмуд, подруга Симран
- Криш Чавла — Кабир Саигал, сын Судхира и Симран
- Кашмира Шах[англ.] — певица в ресторане

## Музыка
Закадровую музыку написал Раджу Рао, мелодию к песням — Ану Малик, а слова — Саид Квадри и Рахат Индори.
| № | Оригинальное название | Исполнитель(ница)           |
| - | --------------------- | --------------------------- |
| 1 | Bheege Hont Tere      | Кунал Ганджавала            |
| 2 | Dil Ko Hazar Bar      | Алиша Чинай                 |
| 3 | Jaana Tere Pyar       | Амир Джамал                 |
| 4 | Kaho Na Kaho          | Ами Джамал                  |
| 5 | Zindagi Iss Tarah     | Сону Нигам Анурадха Паудвал |

## Награды
Filmfare Awards
- Номинация Лучшая музыка к песне для фильма — Ану Малик[англ.]
- Награда «Лучший мужской закадровый вокал» — Кунал Ганджавала[англ.]

## Критика
Фильм получил смешанные отзывы критиков. Таран Адарш из Bollywood Hungama поставил ленте 3 звезды из 5, назвав картину «в целом захватывающим развлечением» и похвалив игру актёров, работу композитора и оператора, однако сделал замечание деталям, к примеру, слишком медленному развитию событий в первой половине фильма.